# Ореховня (волость)
Орехо́вня  — историческая область, в XV—XVI веках волость Вяземского, затем Можайского удельных княжеств, в XVI веке — Можайского уезда. Центр села располагался в современных селе Ореховня и деревне Кузнецово.

## История
В 1486 году служилыми людьми удельного  князя углицкого и можайского Андрея Васильевича Большого были разорены волости Могилен, Негодин, Миценки и Ореховна,  принадлежавшие старшему вяземскому князю Михаилу Дмитриевичу Чёрному. Осенью 1486 года нападению подверглись Дубровский двор и Дубровская волость Михаила Дмитриевича на реке Жижале. В волости Ореховне  люди Андрея Васильевича организовали слободу,  сама волость была объявлена «издавна» принадлежащей Можайску. Не позднее 1488 года люди князя Андрея Васильевича нападают на Дмитровскую волость(города Дмитровец) со стороны Ореховны вдоль левого берега Вори. Также  дважды подверглась опустошению волость князей Глинских Турье (на реке Турея). Нападение велось с востока детьми боярскими князя Андрея Васильевича  из Ореховны, брагинского волостеля (волость Брагин Холм), сосницкого доводчика ( волость Сосновец).
В духовной грамоте Ивана III,  в 1504 году в составе Можайского уезда  упоминается «город Можаескъ с волостьми, и с путми, и з селы, и со всеми пошлинами, и з Чягощъю, и с Турьевым, и с Ореховною, и с Могилном, и с Миченками, и съ Шатеш(ь)ю, и з Сулидовым, и з Дмитровцом по обе стороны Угры, и с ыными месты, что к ним потягло»
В 1626 году в писцовых книгах Можайского уезда в дворцовой Турьевской волости Ореховской сотни Орининской половины значится сельцо Кузнецово на речке Городенке, а в сельце место церковное, что была церковь Параскевы Пятницы. После 1635 года сельцо Кузнецово имело придаточное имя Орехово. В 1678-м упоминается погост Ореховня, Кузнецово тож.
С 1861 года Ореховенская волость Медынского уезда.